# 約翰·馬可·阿列佐
約翰·馬可·阿列佐（英語：John Marco Allegro，1923年2月17日—1988年2月17日），英國考古學家與死海古卷學家。他透過書籍與廣播電臺推廣死海古卷，為死海古卷的普及者。他是部分有名且具有爭議性卷軸出版物，《伯釋爾》的編輯者。後期阿列佐的數本著作，包含《The Sacred Mushroom and the Cross》，為他帶來了名氣與知名度，也毁了他的职业生涯。

## 訓練
阿列佐於1939年被文法學校錄取，而他並沒有進入大學；由於他的父親認為高等教育沒有價值，因此阿列佐加入了英國海軍，在第二次世界大戰時成為了高級軍官。在戰爭結束後，他開始接受衛理工會教團的訓練，但是他發現他在希伯來文與希臘文上有更高的興趣；所以他接受政府軍事補助，就讀於曼徹斯特大學。1951年，阿列佐獲得了曼徹斯特大學東方研究的榮譽學位。隨後於1952年，在H·H·羅利的指導下獲得碩士學位。1953年，他進一步在牛津大學的戈弗雷·柴德下面研究希伯來語方言，之後被杰拉爾德·蘭克斯特·哈丁邀請加入研究耶路撒冷死海古卷的研究行列，他因此花了一年時間研究這些卷軸。1954年，阿列佐成為曼徹斯特大學的閃米語系比較語言學的講師。

## 著作
阿列佐的著作如下：
- J.M. Allegro. . Harmondsworth: Pelican. 1956.
- J.M. Allegro. . Garden City, N.Y.: Doubleday & Co. 1958.
- J.M. Allegro. . Garden City, N.Y.: Doubleday & Co. 1960.
- J.M. Allegro. . Garden City, N.Y.: Doubleday & Co. 1965.
- J.M. Allegro. . Oxford. 1968.
- J.M. Allegro. . London: Hodder and Stoughton Ltd. 1970.
- J.M. Allegro. . London: Hodder and Stoughton Ltd. 1971.
- J.M. Allegro. .
- J.M. Allegro. . Devon: Westbridge Books. 1979. ISBN 0879752416.

阿列佐的學術論文如下：
- J.M. Allegro. . Journal of Biblical Literature. 1956, 75: 174–187. doi:10.2307/3261919.
- J.M. Allegro. . Journal of Biblical Literature. 1956, 75: 304–308.
- J.M. Allegro. . Journal of Biblical Literature. 1958, 77: 215–221.
- J.M. Allegro. . Journal of Biblical Literature. 1958, 77: 350–354.
- J.M. Allegro. . Journal of Semitic Studies. 1962, 7: 304–308. doi:10.1093/jss/7.2.304.

### 書籍
- Judith Anne Brown: John Marco Allegro: The Maverick of the Dead Sea Scrolls. Grand Rapids: Eerdmans 2005.

## 外部連結
- The Official website of John Marco Allegro （页面存档备份，存于）
- John Marco Allegro and the Christian Myth （页面存档备份，存于） by Judith Anne Brown
- Obituary: Skeptic Tank Text Archive File
- John Marco Allegro （页面存档备份，存于） entry in historical sourcebook by Mahlon H. Smith